# Sociología política
La sociología política se preocupa por el análisis sociológico de fenómenos políticos que van desde el Estado y la sociedad civil hasta la familia, investigando temas cómo la ciudadanía, los movimientos sociales y las fuentes del poder social. La sociología política es interdisciplinaria, donde la ciencia política y la sociología se cruzan. La disciplina usa la historia comparativa para analizar los sistemas de gobierno y organización económica para comprender el clima político de las sociedades.
El origen de esta disciplina se remonta a pensadores como Montesquieu, Smith y Adam Ferguson. Se continúa luego en los padres fundadores de la sociología, Marx, Durkheim y Weber, hasta teóricos contemporáneos como Gellner, Giddens, Habermas y Mann.

## Áreas principales
Hay cuatro áreas principales que son enfoques de investigación en la sociología política contemporánea:
- La formación sociopolítica del Estado moderno.
- Cómo la desigualdad social entre grupos (clase, raza, género, etc.) influencia la política.
- Como las personalidades públicas, movimientos y tendencias sociales fuera de las instituciones formales de poder político afectan a la política.
- Las relaciones de poder dentro de y entre grupos sociales (familias, lugares de trabajo, burocracia, medios de comunicación, etc.).

Esta disciplina también aborda la forma en que las principales tendencias sociales pueden afectar el proceso político, además de explorar como varias fuerzas sociales trabajan juntas para cambiar las políticas públicas. 
Los sociólogos políticos aplican varios esquemas teóricos, de estos, hay tres esquemas de especial relevancia, como lo son; el pluralismo, la teoría de elite y el análisis de clase:
- El pluralismo ve la política primariamente como un concurso entre los grupos con intereses que compiten. Un representante destacado es Robert Dahl.
- La teoría directiva o de élite frecuentemente se considera con un enfoque centrado en el estado. Explica lo que hace el estado por establecer restricciones estructurales y organizacionales, del estado como organización única que concentra el poder. Un representante destacado de esta teoría es Theda Skocpol.[1]
- El análisis de clase enfatiza el poder político de la élite capitalista. La teoría surgió del marxismo durante los años 1850 basada primariamente en la premisa de la explotación económica de una clase por otra. Divide la sociedad en dos partes: una es la estructura de poder o enfoque instrumentalista, otra es el enfoque estructuralista. Le estructura de poder se enfoca en quien gobierna y su representante más conocido de G. William Domhoff. El enfoque estructuralista enfatiza la manera en que opera una economía capitalista. Su representante más conocido fue Nicos Poulantzas. Innovaciones importantes en este campo vienen del pragmatismo francés y en particular de la sociología política y moral elaborada por Luc Boltanski y Laurent Thévenot. Otro representante contemporáneo es Bob Jessop.[2]